# Васюта, Иван Кириллович
Васюта Иван Кириллович (14 января 1924, Спасское, Сосницкий район — 25 декабря 2013, Ивано-Франковск) — украинский учёный, преподаватель истории, доктор исторических наук, профессор, ректор Ивано-Франковского педагогического института имени Василия Стефаника (1980—1982 гг.). Лектор общества Знание

## Биография
Родился 14 января 1924 г. в селе Спасское Сосницкого района Черниговской области в крестьянской семье. С десяти лет работал в местном колхозе «Путь к коммунизму». В 1938 году окончил Спасскую неполную среднюю школу, а в 1941 г. — Сосницкую среднюю школу № 1.
С июня по август 1941 г. работал инспектором политобразования районного отдела народного образования.
В начале Второй мировой войны при попытке эвакуироваться попал в окружение и был вынужден вернуться домой. С сентября 1941 г. по февраль 1943 г. с отцом занимался сельским хозяйством в так называемой «общине», скрывался от вывоза в Германию. В феврале 1943 г. присоединился к партизанскому отряду генерал-майора Алексея Фёдорова, действовавшего на территории Коропецкого района Черниговщины.
Участвовал в рейде отряда им. Сталина Западной Украины и Белоруссии. В апреле 1944 г., после расформирования партизанских отрядов А. Федорова, был направлен в органы НКВД. До освобождения Львова находился в группе войск НКВД во Львовской области, затем в городе Кременце Тернопольской области. С июня 1944 г. работал во втором отделе милиции Львова в должности паспортиста и участкового уполномоченного.
Работая в органах НКВД, одновременно окончил подготовительные курсы при Львовском университете имени Ивана Франко. В 1945 году поступил на исторический факультет этого университета, который в 1950 году окончил с отличием и получил рекомендацию в аспирантуру. В 1954 году защитил кандидатскую диссертацию «Положение и борьба рабочего класса Западной Украины (1920—1929 гг.)», направленный старшим преподавателем истории СССР в Станиславский (Ивано-Франковском) пединститут. Доцент (1961), заведующий кафедрой истории СССР и УССР (1964).
В 1972 году защитил докторскую диссертацию «Аграрные отношения и революционная борьба крестьянства Западной Украины 1919—1939 гг.». В 1973 году — проректор по научной работе. В 1975 году присвоено ученое звание профессора.
20 марта 1980 г. И. К. Васюта назначен ректором Ивано-Франковского педагогического института, но, по состоянию здоровья, 15 сентября 1982 г. уволился с руководящей должности. В 1984 году оставил должность заведующего кафедрой истории СССР и УССР, позже — перешел на должность профессора кафедры истории СССР Львовского государственного университета имени Ивана Франко. В 1992—1997 гг. — профессор кафедры славянских стран этого университета.
Автор 16 монографий, около 200 научных, научно-популярных и методических работ. К сфере научных интересов относились проблемы политической и социально-экономической истории Украины, революционного и национально-освободительного движения на западноукраинских землях, украинско-польских отношений нового и нового времени, краеведения. Наибольшие достижения в области изучения аграрной истории Западной Украины межвоенного периода.
Умер 26 декабря 2013 г.

## Личная жизнь
Сын Сергей, доктор исторических наук, профессор, окончил Факультет истории Прикарпатского университета, где его отец был заведующим кафедры истории УССР и ректором университета

## Награды
- Медаль Советского Фонда Мира
- Орден Отечественной войны[2]